# The Little Things
„The Little Things” este un cântec al interpretei americane Colbie Caillat. Piesa a fost compusă de Ken Caillat și inclusă pe materialul discografic de debut al artistei, Coco. Înregistrarea a fost lansată cel de-al treilea single al albumului în martie 2008.
Piesa a înregistrat clasări slabe în Statele Unite ale Americii, loc unde nu a reușit să între în primele o sută de trepte ale ierarhiei Billboard Hot 100. Cu toate acestea, a obținut clasări mediocre în Europa. Pentru această piesă există și o versiune în limba franceză, intitulată „Ces petits riens”.